# Jarno Mobach
Jarno Mobach, né le 17 août 1998 à Philippine, est un coureur cycliste néerlandais.

## Palmarès
- 2015
  - Menen-Kemmel-Menen
  - 3e étape du Tour de Haute-Autriche juniors
- 2016
  - Paris-Roubaix juniors
  - 2e des Trois Jours d'Axel
  - 6e du championnat d'Europe du contre-la-montre juniors
  - 10e du championnat du monde du contre-la-montre juniors
- 2017
  - 6e étape de l'Olympia's Tour
- 2020
  - 2e étape (b) de la Ronde de l'Isard (contre-la-montre par équipes)
- 2021
  - 2e de l'Omloop van de Braakman

## Classements mondiaux
| Année                                 | 2017  | 2018  | 2019 | 2020 | 2021 | 2022  |
| ------------------------------------- | ----- | ----- | ---- | ---- | ---- | ----- |
| Classement mondial                    | 2382e | 1618e | nc   | nc   | nc   | 1675e |
| UCI Europe Tour                       | 1546e | 1046e | nc   | nc   | nc   | 1100e |
|                                       |       |       |      |      |      |       |
| Légende : nc = non classéSource : UCI |       |       |      |      |      |       |